# Pedro Contreras
Pedro Contreras González (ur. 7 stycznia 1972 w Madrycie) – hiszpański piłkarz grający na pozycji bramkarza. Nosił przydomek „El Koke”. Obecnie pracuje na stanowisku trenera bramkarzy w klubie Málaga CF.

## Kariera klubowa
Pedro Contreras jest wychowankiem Realu Madryt i w wieku 20 lat rozpoczął występy w rezerwach tego zespołu. Sezon 1996/1997 spędził na wypożyczeniu w Rayo Vallecano, gdzie zdołał wywalczyć sobie miejsce w podstawowym składzie i rozegrać 41 ligowych spotkań. Rayo zajęło 18. miejsce w tabeli Primera División i spadła do drugiej ligi po barażowym dwumeczu z Mallorcą.
Po zakończeniu ligowych rozgrywek Contreras powrócił do Realu Madryt. W sezonie 1997/1998 był trzecim bramkarzem w klubie po Santiago Cañizaresie i Bodo Illgnerze. Razem z Realem został triumfatorem Ligi Mistrzów, a w tabeli Primera División zajął 4. miejsce. W kolejnym sezonie po tym, jak Santiago Cañizares odszedł do Valencii, Contreras był zmiennikiem Bodo Illgnera. Real wywalczył wicemistrzostwo Hiszpanii, a w rozgrywkach Champions League dotarł do ćwierćfinału.
Latem 1998 roku Contreras przeniósł się do Málagi. Przez 4 sezony grał z nią w Primera División i wystąpił łącznie w 146 meczach. W 2003 roku Hiszpan podpisał kontrakt z Realem Betis, gdzie wywalczył sobie miejsce w podstawowym składzie. Następnie z powodu kontuzji jego miejsce w bramce zajął Toni Doblas. Razem z ekipą „Verdiblancos” Contreras występował w Pucharze UEFA i Lidze Mistrzów. Zachował między innymi czyste konto w spotkaniu Champions League z Chelsea F.C. W 2007 roku hiszpański gracz został wypożyczony do drugoligowego Cádiz CF, gdzie zakończył karierę.

## Kariera reprezentacyjna
W 2002 roku Contreras selekcjoner reprezentacji Hiszpanii – José Antonio Camacho powołał Contrerasa do kadry na Mistrzostwa Świata w Korei Południowej i Japonii. Po Ikerze Casillasie i Ricardo Contreras był trzecim bramkarzem swojej drużyny i nie zagrał w żadnym meczu. Hiszpanie w ćwierćfinale zostali wyeliminowani po rzutach karnych przez współgospodarzy – Koreę Południową.
Contreras w zespole narodowym zadebiutował po mistrzostwach, 16 października 2002 roku w zremisowanym 0:0 spotkaniu przeciwko Paragwajowi. Jak się później okazało był to jedyny występ Contrerasa w barwach hiszpańskiej reprezentacji.

## Kariera trenerska
W 2008 roku Contreras został trenerem bramkarzy w klubie Málaga CF.